# Ladón (río)
El río Ladón (en griego moderno Λάδωνας, Ládonas) es un corto río que atraviesa la región de Arcadia, en Grecia, el principal afluente del río Alfeo, que lo recibe por su margen izquierda. 
Pausanias describió el curso del río en la Antigüedad donde señalaba que, según se decía, las aguas de una laguna en Feneo desaparecían bajo tierra para volver a aparecer y formar las fuentes del río Ladón. El río atravesaba los lugares conocidos como Leucasio, Mesoboa, los Nasos, Órix, Halunte, Taliadas y el santuario de Deméter eleusina. Después dejaba la ciudad de Telpusa a su izquierda y llegaba al santuario de Deméter en Onceo. Posteriormente pasaba junto al santuario de Apolo Onceatas y el de Asclepio Niño. El Ladón recibe como afluente un río llamado Tutoa o Pedion y desemboca en el río Alfeo por un lugar conocido como Isla de los Cuervos.